# Josef Heisl
Josef Heisl (* 7. Juni 1982 in Passau) ist ein deutscher Politiker (CSU). Bei der Landtagswahl in Bayern 2023 wurde er in den Bayerischen Landtag gewählt. 

## Leben
Josef Heisl absolvierte nach der Mittelschule zunächst von 1997 bis 2000 eine Ausbildung zum Groß- und Außenhandelskaufmann und qualifizierte sich weiter zum Handelsfachwirt. Er war im Elektrogroßhandel als kaufmännischer Angestellter und ab 2007 im Außendienst tätig.

## Partei und Politik
Heisl gehört der Jungen Union seit 1998 und der CSU seit 2003 an. In der Jungen Union amtierte er von 2004 bis 2008 in Salzweg als Ortsvorsitzender. Zusätzlich war er von 2007 bis 2011 stellvertretender Vorsitzender in der Jungen Union Niederbayern, anschließend bis 2015 im Bezirk Passau-Land. Zusätzlich bekleidet er verschiedene Parteiämter in seiner Partei.
Für die CSU hatte er von 2013 bis 2023 ein Mandat im Bezirkstag Niederbayern inne und ist seit 2014 Mitglied im Kreistag des Landkreises Passau. 
Bei der Landtagswahl 2023 erhielt er das Direktmandat im Stimmkreis Passau-Ost. Seit 30. Oktober 2023 ist er Mitglied des Bayerischen Landtages. Heisl gehört dort den Ausschüssen für Arbeit und Soziales, Jugend und Familie sowie für Kommunale Fragen, Innere Sicherheit und Sport an.